# Szigorított őrizet
A Szigorított őrizet (eredeti cím: Maximum Conviction) 2012-ben bemutatott amerikai akcióthriller, melyet Keoni Waxman rendezett. A főszerepben Steven Seagal, Stone Cold Steve Austin és Michael Paré látható.

## Cselekmény
Tom Steele visszavonult kommandós. Társával, Manninggal együtt megbízzák azzal, hogy biztosítsa egy régi börtön újranyitását. Az intézménybe két titokzatos női rab érkezik. A börtönt nem sokkal később elit zsoldosok rohamozzák meg, akik a két nőt, Samantha Mendezt és Charlotte Walkert keresik. Hamarosan kiderül, ki is valójában Mendez és Walker.

## Szereplők
| Szerep          | Színész                 | Magyar hang     |
| --------------- | ----------------------- | --------------- |
| Cross           | Steven Seagal           | Rosta Sándor    |
| Manning         | Stone Cold Steve Austin | Törköly Levente |
| Chris Blake     | Michael Paré            | Megyeri János   |
| Samantha Mendez | Steph Song              |                 |
| Charlotte       | Aliyah O'Brien          |                 |
| Bradley         | Bren Foster             |                 |

## Televíziós megjelenések
Digi Film